# Carolagrün
Carolagrün ist eine ehemalige Lungenheilstätte für Frauen und im 21. Jahrhundert eine Häusergruppe auf einer Waldlichtung südöstlich von Schnarrtanne, die bis 1971 zu Schönheide gehörte und seit 1995 Ortsteil von Auerbach/Vogtl. ist. Carolagrün liegt auf etwa 650 m Höhe am westlichen Hang des Silberbachtales.

## Frühere Lungenheilstätte

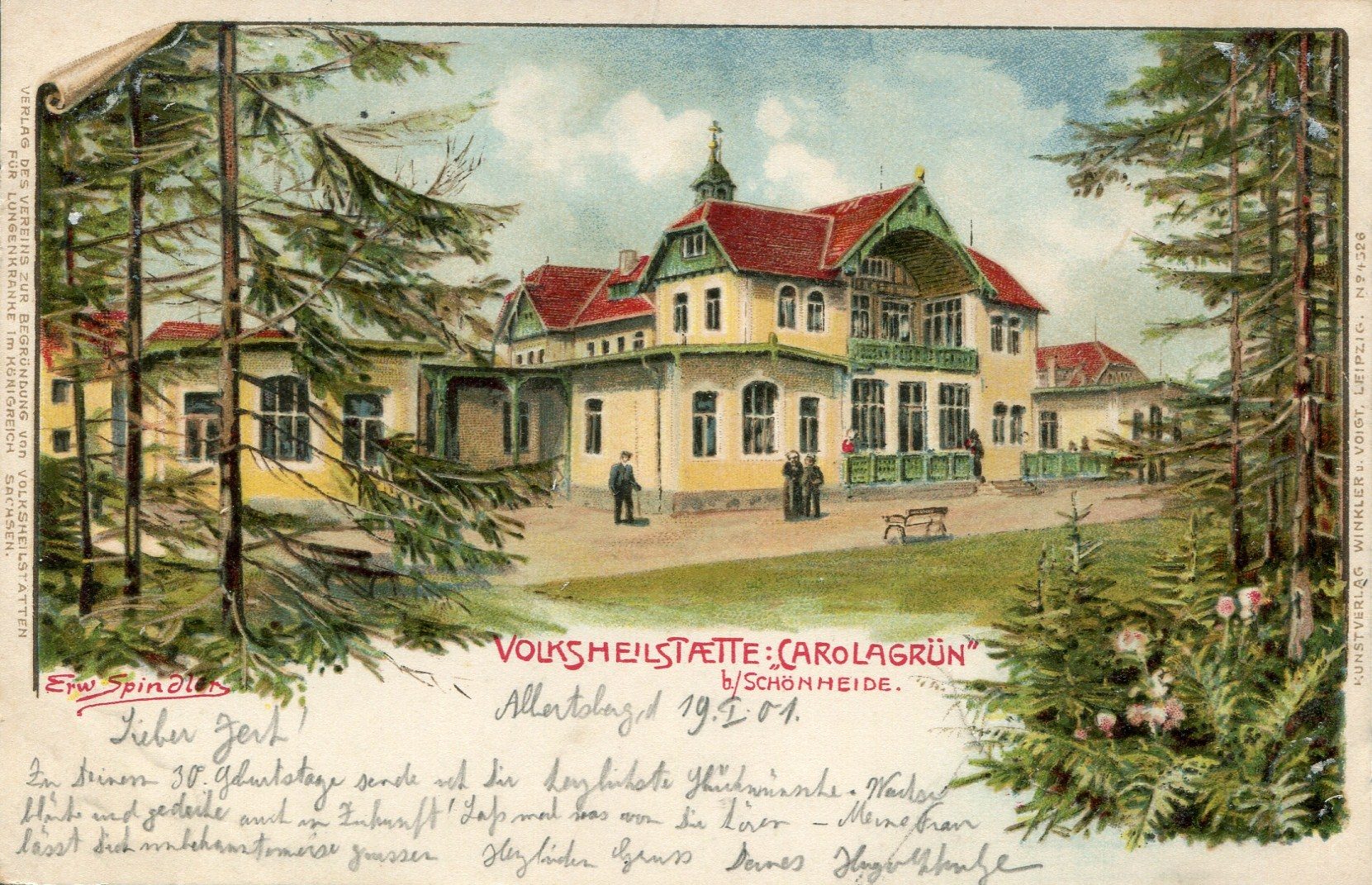
„Volksheilstätte Carolagrün bei Schönheide“

Die dicht nebeneinander mitten in den erzgebirgisch-vogtländischen Wäldern gelegenen Heilstätten in Bad Reiboldsgrün, Albertsberg und Carolagrün bildeten bis in die 1960er Jahre ein wichtiges Zentrum für die Heilung lungenkranker, insbesondere tuberkulosekranker Menschen in Sachsen.
Die unter Denkmalschutz stehende Gebäudegruppe der Lungenheilstätte entstand nach Plänen des Architekten Heinrich Tscharmann als Lungenheilstätte für Frauen. Sie stand im Eigentum des Sächsischen Heilstättenvereins für Lungenkranke. Der Grundstein für die Baulichkeiten wurde am 15. August 1899 gelegt. Die Eröffnung durch die sächsische Königin Carola fand schon am 15. Oktober 1900 statt. Die Königin ist auch Namensgeberin der Heilstätte, der Wohnplatz behielt den Namen. Die benachbarte Einrichtung für lungenkranke Männer trägt den Namen Albertsberg, benannt nach König Albert von Sachsen, dem Mann von Carola.
Eine neogotische Kapelle in Holzbauweise mit einem Dachreiter, in dem eine Glocke hängt, wurde 1906 errichtet und 1945 zu einer Sporthalle umgebaut.
Zur Behandlung lungenkranker Kinder entstanden 1907 ein Anbau am Hauptgebäude und im Jahr 1913 ein eigenes Kinderheim mit 40 Betten und einer Schule.
Zwischen 1966 und 1994 wurden die Heilstättengebäude durch das Fachkrankenhaus für Kinder- und Jugendpsychiatrie Bad Reiboldsgrün genutzt. In den 1970er Jahren entstanden drei Mehrgeschoßwohnbauten für Familien. Von 1995 an nutzte die Lebenshilfe für geistig Behinderte e. V. die Krankenhausbauten bis zum Jahr 2000. Von dieser Zeit an stehen sie leer. Nach dem Erwerb durch einen „ausländischen Investor“ im Jahr 2004 verfielen diese weiter. In den 2010er Jahren zeigten sich weiter Zeichen des Verfalls. 2013 wurden im Obergeschoss des Hauptgebäudes neue Fenster eingesetzt, dessen Dach repariert und der Dachreiter der Kapelle mit Blech neu beschlagen. Fotos zeigen den Zustand um 2015. Die Nichtnutzung führt dazu, dass immer mehr Bäume und Büsche auch dicht an den Klinikbauten aussamen und sich ausbreiten können.

Carolagrün im 21. Jahrhundert
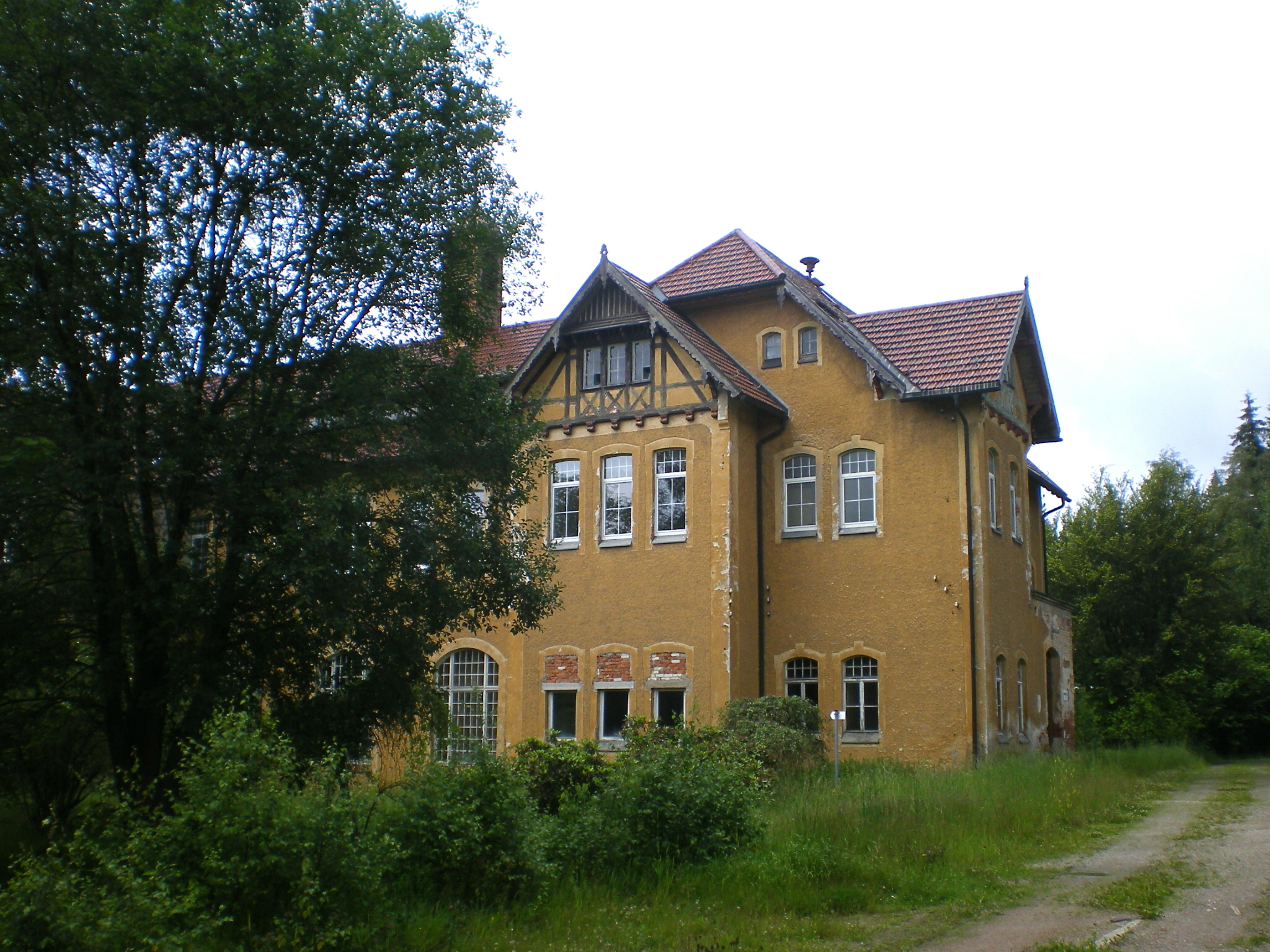
Funktionsgebäude der Lungenheilanstalt
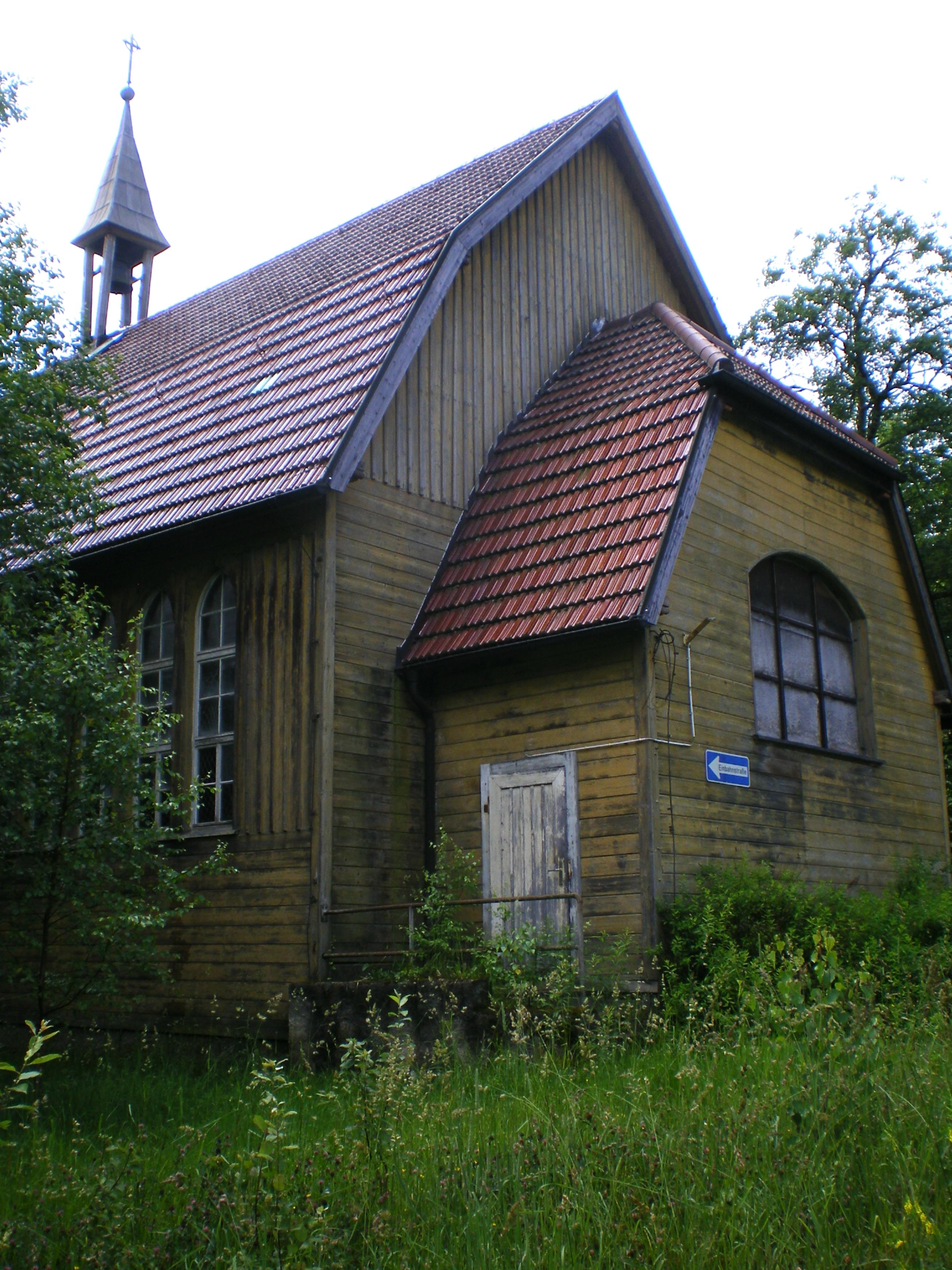
Ehemalige Kapelle
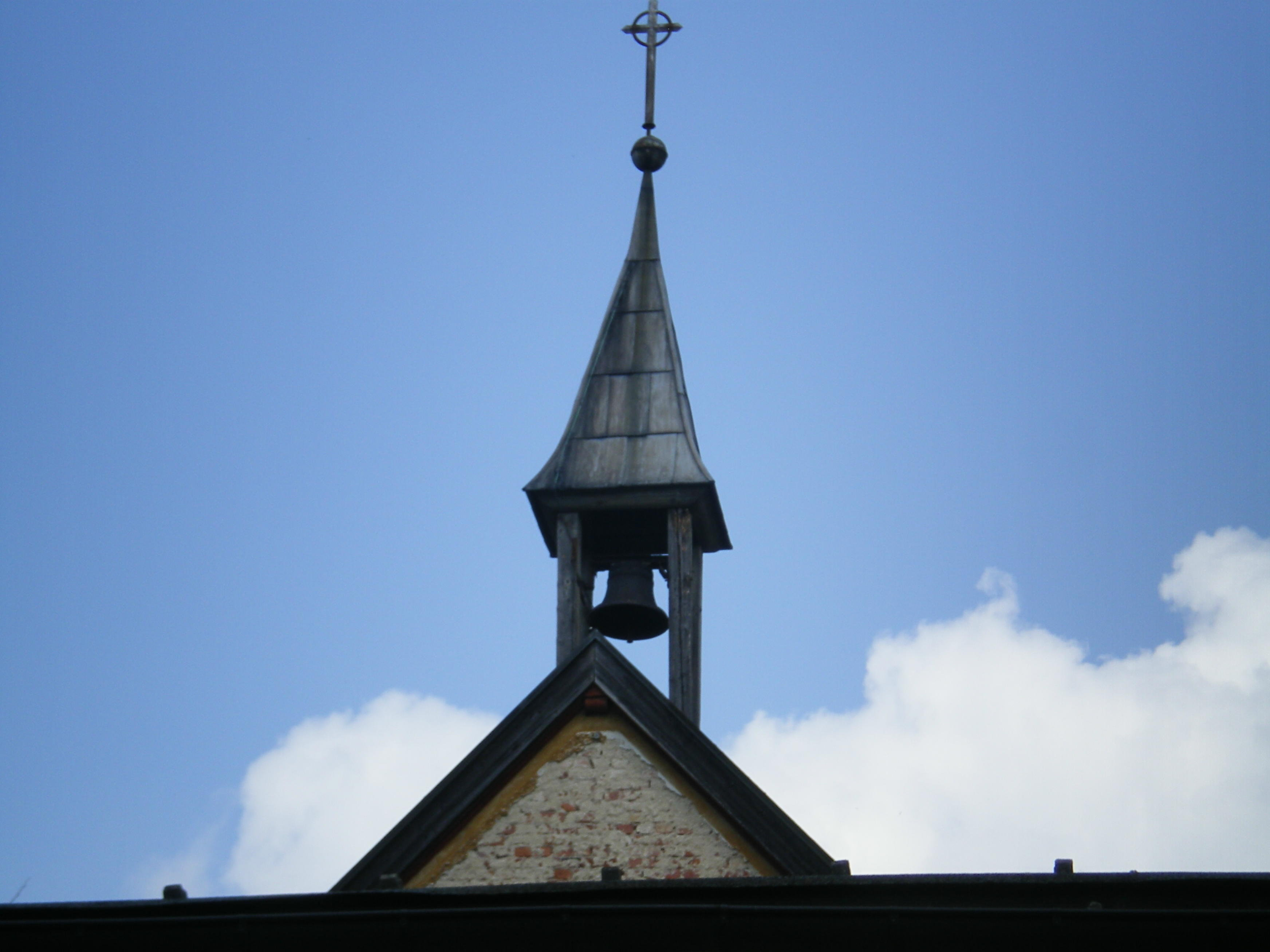
Dachreiter mit Glocke
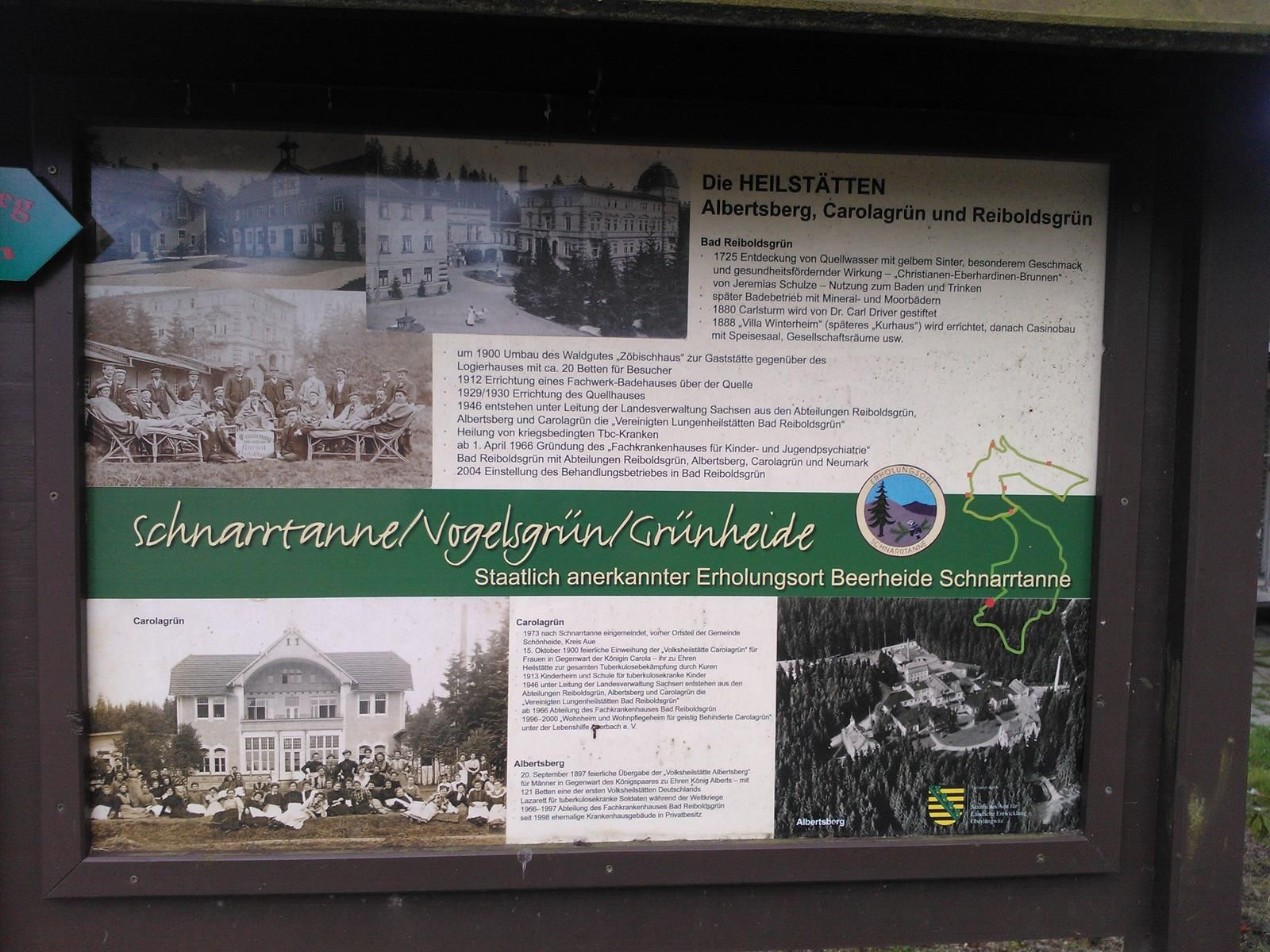
Informationstafel zur Geschichte
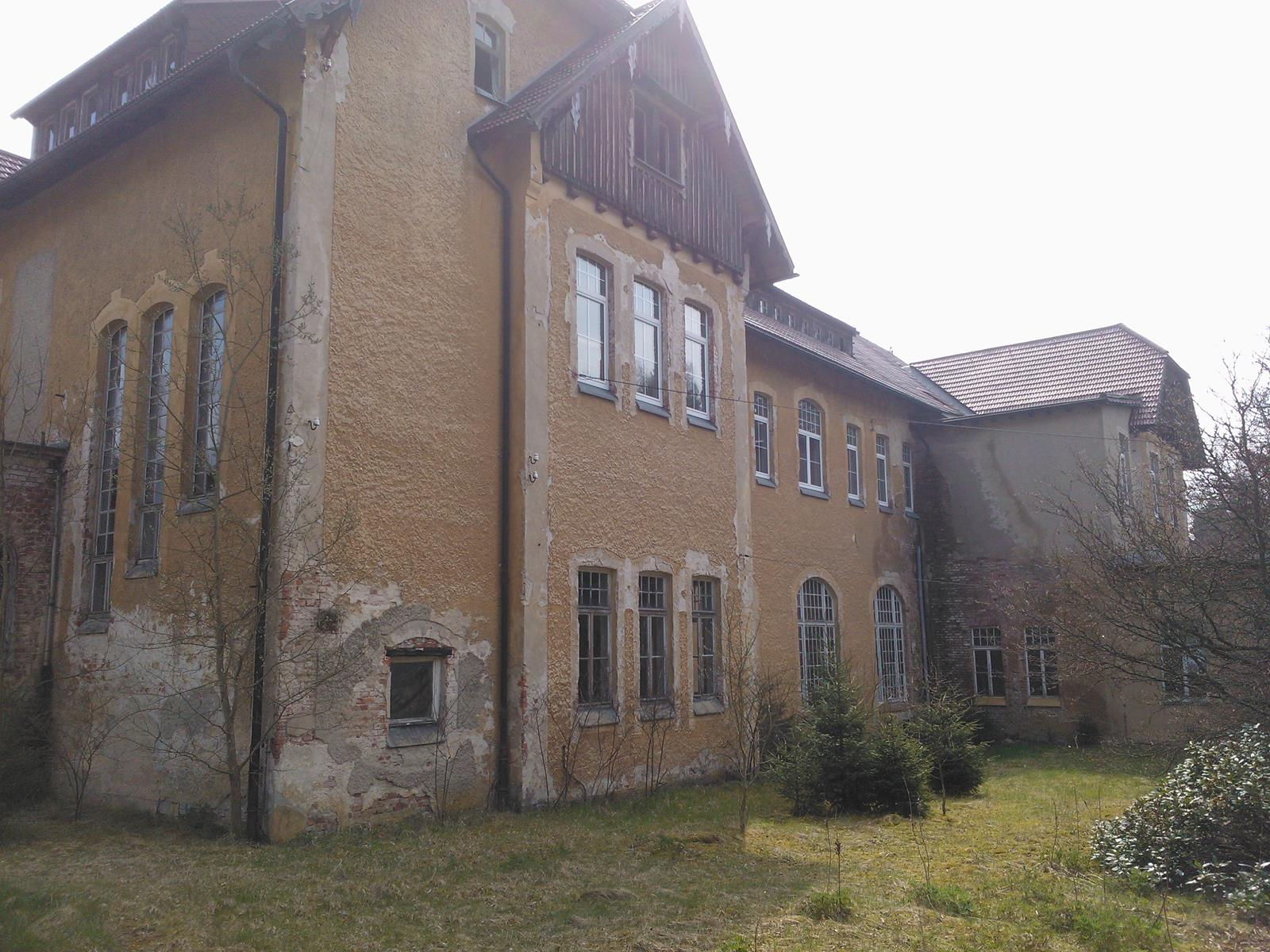
2016: Defekte Dachrinnen und Fallrohre
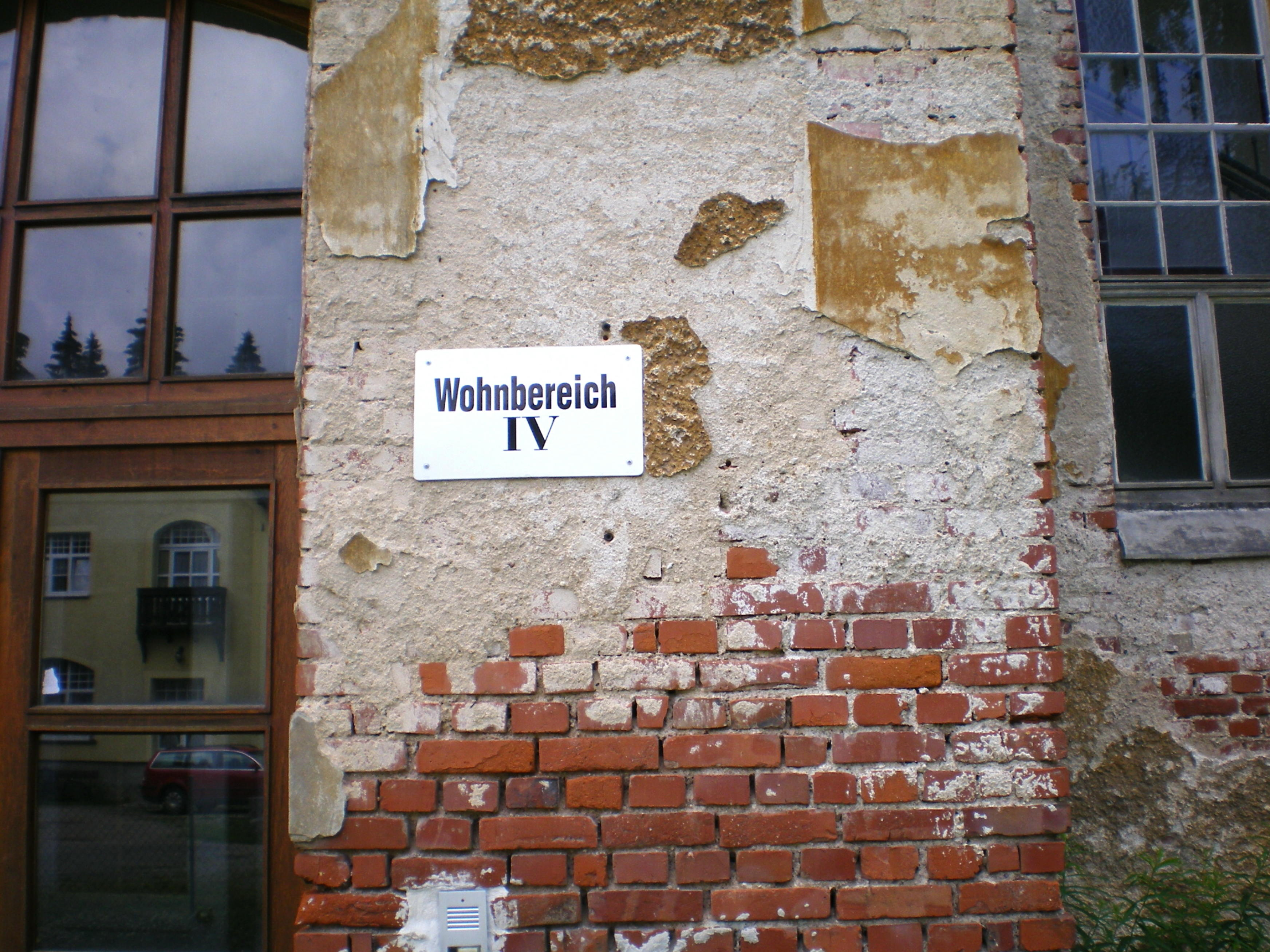
„Wohnbereich IV“ steht leer

## Öffentlicher Nahverkehr
Der Ort ist mit der vertakteten RufBus-Linie 68 des Verkehrsverbunds Vogtland an Auerbach und Schnarrtanne angebunden.